# Тоирано (Савона)
Тоирано (итал. Toirano) је насеље у Италији у округу Савона, региону Лигурија.
Према процени из 2011. у насељу је живело 2430 становника. Насеље се налази на надморској висини од 49 м.

## Становништво
Према резултатима пописа становништва 2011. у општини је живело 2.669 становника.
| 1931. | 1936. | 1951. | 1961. | 1971. | 1981. | 1991. | 2001. | 2011. |
| ----- | ----- | ----- | ----- | ----- | ----- | ----- | ----- | ----- |
| 1.124 | 1.135 | 1.039 | 1.174 | 1.268 | 1.379 | 1.806 | 2.089 | 2.669 |